# Королевская биржевая площадь
Королевская биржевая площадь (англ. Royal Exchange Square) — площадь в городе Глазго (Шотландия), расположенная между улицами Бьюкенен-стрит и Куин-стрит и выходящая на пересечение Куин-стрит с Ингрэм-стрит к югу от Джордж-сквер. К ней также есть доступ с Бьюкенен-стрит на западной стороне площади, через две выдающиеся арки на Роял-Бэнк-Плейс. Выдающаяся архитектура площади привлекает множество туристов, делая её одной из городских достопримечательностей.
Особняк и сады табачного лорда Уильяма Каннингема, выходящие на Куин-стрит и центральную часть будущей площади, были построены в 1778 году, когда богатство Глазго вскоре затмило все остальные города Шотландию. Пять лет спустя Королевский банк Шотландии открылся в Глазго, став первым его филиалом за пределами Эдинбурга. Под руководством своего агента, торговца и филантропа Дэвида Дейла, доходы банка в Глазго вскоре превысили объёмы доходов Королевского банка в других местах, и, чтобы отразить его статус, банк перебрался из района Глазго-кросс в приобретённый им особняк Каннингема в 1817 году. В 1827 году Королевский банк продал особняк Каннингема городу для переоборудования его под биржу, а его новое здание главного офиса в Глазго, спроектированное Арчибальдом Эллиотом II, с шестью колоннами и широкой лестницей, было возведено в 1834 году с видом на Королевскую биржевую площадь. В 1850 году он был расширен до Бьюкенен-стрит .
В центре площади находится бывшая Королевская биржа, греко-римское здание архитектора Дэвида Гамильтона, построенное в 1829 году, где торговцы заключали контракты на хлопок, лён, химикаты, уголь, железо, сталь, древесину и другие товары. 120 лет спустя они нашли другие способы ведения бизнеса, отличные от ежедневных собраний, и здание Королевской биржи было куплено корпорацией Глазго в 1949 году. После чего, оно стало библиотекой Стирлинга, названной в честь основателя  более ранней библиотеки поблизости на Миллер-стрит. Перед её портиком возвышается бронзовая конная статуя герцога Веллингтона, воздвигнутая бароном Марочетти в 1844 году. На высоком гранитном основании расположены бронзовые рельефы сражений при Асаи и Ватерлоо, «Возвращения солдата», а также «Мира и земледелия». Ныне в этом здании размещается Галерея современного искусства, кафе и библиотека.